# 飯能郵便局
飯能郵便局（はんのうゆうびんきょく）は埼玉県飯能市にある郵便局。民営化前の分類では集配普通郵便局であった。

## 概要
住所：〒357-8799 埼玉県飯能市柳町16-23

## 沿革
- 1872年8月4日（明治5年7月1日） - 飯能郵便取扱所として開設[1]。
- 1875年（明治8年）1月1日 - 飯能郵便局（五等）となる。
- 1880年（明治13年）9月 - 為替取扱を開始。
- 1881年（明治14年） - 貯金取扱を開始。
- 1897年（明治30年）3月21日 - 飯能郵便電信局となる。
- 1903年（明治36年）4月1日 - 通信官署官制の施行に伴い飯能郵便局となる。
- 1950年（昭和25年）11月16日 - 電気通信業務の取扱を、新設の飯能電報電話局に移管[2]。
- 1956年（昭和31年）11月1日 - 電話通話および和文電報受付事務の取扱を開始[3]。
- 1957年（昭和32年）11月16日 - 特定郵便局から普通郵便局に局種別改定。
- 1973年（昭和48年）11月 - 局舎新築落成。
- 1998年（平成10年）9月1日 - 外国通貨の両替および旅行小切手の売買に関する業務取扱を開始。
- 2007年（平成19年）10月1日 - 民営化に伴い、併設された郵便事業飯能支店に一部業務を移管。
- 2012年（平成24年）10月1日 - 日本郵便株式会社発足に伴い、郵便事業飯能支店を飯能郵便局に統合。

## 取扱内容
- 郵便、印紙、ゆうパック、内容証明
- 貯金、為替、振替、振込、国際送金、外貨両替・トラベラーズチェック、国債、投資信託
- 生命保険、バイク自賠責保険、自動車保険
- ゆうちょ銀行ATM
- 飯能市内の集配業務
- ゆうゆう窓口

## 周辺
- 国際興業バス飯能営業所
- 東飯能駅
- 丸広百貨店飯能店

## アクセス
- JR八高線、西武池袋線 東飯能駅から徒歩約3分
- 西武バス 車庫前停留所、もしくは国際興業バス 柳原停留所下車
- 国道299号沿い
- 駐車場あり：18台